# Carlos Olalla
Carlos Olalla (Barcelona, 12 de diciembre de 1957) es un actor y escritor español, más conocido por interpretar el papel de Jaime Alday Roncero en la telenovela Acacias 38.

## Biografía
Carlos Olalla nació el 12 de diciembre de 1957 en Barcelona (España), y además de actuar también se dedica al teatro y la escritura.

## Carrera
Carlos Olalla a los dieciocho años empezó a trabajar en el mundo empresarial y tras graduarse en la Escuela Universitaria de Estudios Financieros de Madrid, desarrolló su carrera profesional viviendo en diferentes ciudades de España y en el extranjero. También fue director regional de un banco extranjero en Cataluña y de una de las principales constructoras nacionales en el área de Cataluña y Baleares y también trabajó durante varios años como consultor independiente. Empezó a escribir novelas para desahogarse, por lo que en 1992 publicó su primera novela llamada La sabiduría del silencio. Tras quedarse en el paro, fue llamado a dar una gestual respuesta a Christian Bale, que había ido a Barcelona a rodar la película El maquinista. Posteriormente se matriculó en el estudio de formación de actores Nancy Tuñón y Jordi Olivé, donde estudió durante un periodo de tres años.

## Filmografía

### Actor

#### Cine
- El próximo Oriente, dirigida por Fernando Colomo (2006)
- Yo soy la Juani, dirigida por Bigas Luna (2006)
- Lo mejor de mí, dirigida por Roser Aguilar (2007)
- Fuera de carta, dirigida por Nacho G. Velilla (2008)
- Proyecto Dos, dirigida por Guillermo Fernández Groizard (2008)
- El patio de mi prisión, dirigida por Belén Macías (2008)
- No me pidas que te bese, porque te besaré, dirigida por Albert Espinosa (2008)
- Diario de una ninfómana, dirigida por Christian Molina (2008)
- 25 kilates, dirigida por Patxi Amezcua (2008)
- Hombre cero, dirigida por Carles Schenner (2008)
- REC 2, dirigida por Jaume Balagueró y Paco Plaza (2009)
- El cónsul de Sodoma, dirigida por Sigfrid Monleón (2009)
- La vida empieza hoy, dirigida por Laura Mañá (2010)
- Viaje mágico a África, dirigida por Jordi Llompart (2010)
- Tres metros sobre el cielo, dirigida por Fernando González Molina (2010)
- Amigos..., dirigida por Marcos Cabotá y Borja Manso (2011)
- Unidad 7, dirigida por Alberto Rodríguez Librero (2012)
- Como estrellas fugaces, dirigida por Anna Di Francisca (2012)
- Pixel Theory, dirigida por Alberto Carpintero, Mar Delgado, Esaú Dharma, David Galán Galindo, Pepe Macías, Juan José Ramírez Mascaró y Pablo Vara (2013)
- Marsella, dirigida por Belén Macías (2014)
- Lasa y Zabala, dirigida por Pablo Malo (2014)
- Transeuntes, dirigida por Luis Aller (2015)
- Sicarivs: La noche y el silencio, dirigida por Javier Muñoz (2015)
- A cambio de nada, dirigida por Daniel Guzmán (2015)
- B, la película, dirigida por David Ilundain (2015)
- La promesa, dirigida por Terry George (2016)
- Los golpes de la vida, dirigida por Andrés Fernández (2017)
- Las leyes de la termodinámica, dirigida por Mateo Gil (2018)
- Enjaulado, dirigida por Nicholas Winter (2018)
- El mundo es tuyo, dirigida por Alfonso Sánchez (2018)
- Onyx: Reyes del Grial, dirigida por Roberto Girault (2018)
- Alegría, tristeza, dirigida por Ibon Cormenzana (2018)
- Jesús de Nazaret, dirigida por Rafa Lara (2019)
- Bruno Manser - Die Stimme des Regenwaldes, dirigida por Niklaus Hilber (2019)
- Polvo, dirigida por José María Yazpik (2019)
- Invisibles, dirigida por Gracia Querejeta (2020)
- Ballo Ballo, dirigida por Nacho Álvarez (2020)
- El mundo es tuyo, dirigida por Alfonso Sánchez (2022)
- Sin ti no puedo, dirigida por Chus Gutiérrez (2022)
- Canallas, dirigida por Daniel Guzmán (2022)
- Nacido 0, dirigida por Gonzalo Crespo Gil (2022)
- Olvido, dirigida por Inés París (2022)
- Hereje, dirigida por Ignacio Oliva (2022)

#### Televisión
- Mai storie d'amore in cucina, dirigida por Giorgio Capitani y Fabio Jephcott – película de televisión (2004)
- Estocolm, dirigida por Orestes Lara – película de televisión (2004)
- Perfecta pell, regia di Lydia Zimmermann – película de televisión (2005)
- Llibre de família, dirigida por Ricard Figueras – película de televisión (2005)
- Los hombres de Paco – serie de televisión, 1 episodio (2005)
- El año que trafiqué con mujeres, dirigida por Jesús Font – película de televisión (2005)
- Amar en tiempos revueltos – serie de televisión, 29 episodios (2005-2006)
- El comisario – serie de televisión, 1 episodio (2006)
- Àngels i Sants – serie de televisión, 7 episodios (2006)
- Los simuladores – serie de televisión, 1 episodio (2006)
- Aquí no hay quien viva – serie de televisión, 2 episodios (2006)
- Divinos – serie de televisión, 1 episodio (2006)
- Ellas y el sexo débil – serie de televisión, 2 episodios (2006)
- Amistades peligrosas – serie de televisión, 22 episodios (2006)
- Cuéntame cómo pasó – serie de televisión, 2 episodios (2006, 2014)
- MIR – serie de televisión, 3 episodios (2007)
- Génesis: En la mente del asesino – serie TV, 1 episodio (2007)
- Los Serrano – serie de televisión, 1 episodio (2007)
- Círculo rojo – serie de televisión, 3 episodios (2007)
- La via Augusta – serie de televisión, 1 episodio (2007)
- Trenhotel, dirigida por Lluís Maria Güell – película de televisión (2007)
- Herederos – serie de televisión, 1 episodio (2007)
- Jo, el desconegut, dirigida por Joan Mallarach – película de televisión (2007)
- Cuestión de sexo – serie de televisión, 1 episodio (2007)
- El síndrome de Ulises – serie de televisión, 1 episodio (2007)
- Porca misèria – serie de televisión, 1 episodio (2007)
- Las manos del pianista, dirigida por Sergio G. Sánchez – película de televisión (2008)
- Fuera de lugar – serie de televisión, 1 episodio (2008)
- Sin tetas no hay paraíso – serie TV, 1 episodio (2008)
- 700 euros – serie de televisión, 3 episodios (2008)
- Física o química – serie de televisión, 1 episodio (2008)
- Guante blanco – serie de televisión, 2 episodios (2008)
- Violetes, dirigida por Rafa Montesinos – película de televisión (2008)
- El internado – serie de televisión, 3 episodios (2008)
- Mi gemela es hija única – serie de televisión, 3 episodios (2008)
- Hablan, kantan, mienten – serie de televisión, 3 episodios (2008-2009)
- Águila Roja – serie de televisión, 1 episodio (2009)
- Wendy placa 20957, dirigida por Mireia Ros – película de televisión (2009)
- Yo soy Bea – serie de televisión, 4 episodios (2009)
- Un golpe de suerte – serie de televisión, 5 episodios (2009)
- Hospital Central – serie de televisión, 2 episodios (2009)
- De repente, los Gómez – serie de televisión, 2 episodios (2009)
- Los sentidos de la muerte – miniserie de televisión, 1 episodio (2010)
- Escenas de matrimonio – serie de televisión, 1 episodio (2010)
- El pacto – miniserie de televisión, 2 episodios (2010)
- Adolfo Suárez – miniserie de televisión, 2 episodios (2010)
- Acusados – serie de televisión, 2 episodios (2010)
- La duquesa – miniserie de televisión, 2 episodios (2010)
- Alakrana – miniserie de televisión, 2 episodios (2010)
- Las chicas de oro – serie de televisión, 1 episodio (2010)
- La Riera – serie de televisión, 2 episodios (2010-2011)
- Operación Malaya, dirigida por Manuel Huerga – película de televisión (2011)
- Los protegidos – serie de televisión, 1 episodio (2011)
- Clara Campoamor. La mujer olvidada, dirigida por Laura Mañá – película de televisión (2011)
- La duquesa II – miniserie de televisión, 1 episodio (2011)
- Gran Reserva – serie de televisión, 1 episodio (2011)
- El asesinato de Carrero Blanco – miniserie TV, 1 episodio (2011)
- Homicidios – serie de televisión, 1 episodio (2011)
- Cheers – serie de televisión, 1 episodio (2011)
- 14 d'abril, Macià contra Companys, dirigida por Manuel Huerga – película de televisión (2011)
- El secreto de Puente Viejo – serie de televisión, 1 episodio (2012)
- Historias robadas – miniserie de televisión, 2 episodios (2012)
- Frágiles – serie de televisión, 1 episodio (2012)
- La que se avecina – serie de televisión, 1 episodio (2012)
- Rescatando a Sara – miniserie de televisión, 2 episodios (2012)
- Concepción Arenal, la visitadora de cárceles, dirigida por Laura Mañá – película de televisión (2012)
- El quinto sello – serie de televisión (2013)
- Con el culo al aire – serie de televisión, 1 episodio (2013)
- El tiempo entre costuras – serie de televisión, 2 episodios (2013-2014)
- El Faro – serie de televisión, 133 episodios (2013-2015)
- De Juan Carlos a Felipe, dirigida por Ismael Morillo – película de televisión (2014)
- Víctor Ros – serie de televisión, 1 episodio (2014)
- Velvet – serie de televisión, 1 episodio (2014)
- Hermanos – serie de televisión, 1 episodio (2014)
- El Rey – miniserie de televisión, 2 episodios (2014)
- El Príncipe – serie de televisión, 1 episodio (2016)
- La embajada – serie de televisión, 4 episodios (2016)
- La sonata del silencio – serie de televisión, 2 episodios (2016)
- Lo que escondían sus ojos – miniserie de televisión, 1 episodio (2016)
- Apaches – serie de televisión, 4 episodi (2015, 2017)
- Centro médico – serie de televisión, 4 episodi (2016-2017)
- Sé quién eres – serie de televisión, 1 episodio (2017)
- Juana de Vega. Vizcondesa do Arado – serie de televisión, 2 episodios (2017)
- La zona – serie de televisión, 2 episodios (2017)
- Traición – serie de televisión, 2 episodios (2017)
- El Continental – serie de televisión, 3 episodios (2018)
- Acacias 38 – serie de televisión, 175 episodios (2018)
- La otra mirada – serie de televisión, 11 episodios (2018-2019)
- The Mallorca Files – serie de televisión, 5 episodios (2019, 2021)
- La fossa – serie de televisión, 4 episodios (2020)
- Élite – serie de televisión, 1 episodio (2020)
- La unidad – serie de televisión, 1 episodio (2020)
- Rauhantekijä – serie de televisión, 7 episodios (2020)
- Ana Tramel. El juego – serie de televisión, 3 episodios (2021)
- Historias para no dormir – serie de televisión, 1 episodio (2022)
- 4 estrellas - serie de televisión (2023)

#### Cortometrajes
- Gusa-nito. La leyenda del gran Ying-Yang, dirigida por Marc Gil (2005)
- El ascensor de su vida, dirigida por Marc Jardí (2005)
- La búsqueda, dirigida por Brendan Choisnet (2006)
- Abuelitos, dirigida por Paco Caballero (2007)
- Cascabeles, dirigida por David Casademunt (2007)
- Señora Soto, dirigida por Hans Emanuel (2008)
- Reverso oscuro, dirigida por Jordi Valls Freixa (2008)
- Autoridad competente, dirigida por Pedro Saldaña (2008)
- La Lona, dirigida por Jaime Serrano (2010)
- BMW, dirigida por Pol González (2010)
- El disfraz del cielo, dirigida por Javier Marco (2011)
- Velada presencia, dirigida por Dani Morell y Javier J. Valencia (2011)
- Ojos que no ven, dirigida por Natalia Mateo (2012)
- Mudanzas, dirigida por Silvia González Laá (2012)
- El amor es como un cigarrillo, dirigida por Ana Paoli (2012)
- Bienvenidos a la vida 3.0, dirigida por Alejandro Marcos (2013)
- Vocabulario, dirigida por Sam Baixauli (2013)
- El visitante, dirigida por Carlos Moriana (2014)
- Padres e Hijos, dirigida por Carlos Moriana (2015)
- Velatorio, dirigida por Mariana Achim (2016)
- Yellow Cab 267, dirigida por Patricia Venti (2016)
- Una familia de verdad, dirigida por Israel Medrano Pérez (2017)
- Distintos, dirigida por Josevi García Herrero (2017)
- 5 °C, dirigida por Diego Saniz (2017)
- A plena luz del día, dirigida por Isra Calzado López (2018)
- Click, dirigida por Luis Reneo (2020)
- Luna, dirigida por Daniel M. Caneiro (2021)
- Amanecer, dirigida por Javier Balaguer (2021)
- Solo, dirigida por Alberto Gross (2022)

### Actor de voz

#### Cine
- Luis Cernuda, el habitante del olvido, dirigida por Adolfo Dufour (2022)

## Teatro
- Vía muerta
- Demencia
- Ira
- Nit de noses
- Caidos del cielo
- 27 vagones
- Cuento de Navidad
- La puta respetuosa (2012)
- Yetepo (2013)
- Ira, suave lluvia para heraldos negros (2013)

## Obras
- Olala, Carlos (1992). The Wisdom of Silence.
- Olala, Carlos (1993). La sabiduria del silencio. ISBN 84-7683-234-6.
- Olala, Carlos (1999). Hijos del viento (pequeña colección de poemas a Lara). ISBN 84-8374-093-1.
- Olala, Carlos (2002). La taberna de los sueños. ISBN 84-8374-316-7.
- Olala, Carlos (2003). Carmen Amaya, el mar me enseñó a bailar. ISBN 84-923884-6-3.
- Olala, Carlos (2004). Quadern de viatge. ISBN 84-95710-21-8.
- Olala, Carlos (2014). Tempo.
- Olala, Carlos (2017). El aroma de la luna.